# Bluff City Law
Bluff City Law è una serie televisiva statunitense del 2019 creata da Dean Georgaris e Michael Aguilar.

## Trama
Ambientata a Memphis, nel Tennessee, la serie descrive l'attività di uno studio legale guidato dall'avvocato Elijah Strait e sua figlia Sydney. Essi gestiscono casi controversi sui diritti civili.

## Episodi
| Stagione       | Episodi | Prima TV USA | Prima TV Italia |
| -------------- | ------- | ------------ | --------------- |
| Prima stagione | 10      | 2019         | 2020            |

## Cast
- Elijah Strait, interpretato da Jimmy Smits, doppiato da Fabrizio Pucci.
- Sydney Strait, interpretata da Caitlin McGee, doppiata da Alessia Amendola.
- Jake Reilly, interpretato da Barry Sloane, doppiato da Francesco Pezzulli.
- Anthony Little, interpretato da Michael Luwoye, doppiato da Edoardo Stoppacciaro.
- Emerson Howe, interpretato da Stony Blyden, doppiato da Stefano Broccoletti.
- Della Rose Bedford, intrepretato da Jayne Atkinson, doppiato da Angiola Baggi.
- Briana Logan, interpretata da MaameYaa Boafo, doppiata da Ughetta D'Onorascenzo.
- Robbie Ellis, interpretato da Josh Kelly, doppiato da Marco Vivio.

## Distribuzione
Negli Stati Uniti d'America è andata in onda nel 2019. Nel giugno 2020, la serie è stata cancellata dopo una stagione.
In Italia è andata in onda in prima visione da giovedì 17 settembre 2020 al 15 ottobre 2020 su Top Crime. 